# ميخائيل فوكس
ميخائيل فوكس (بالألمانية: Michael Fuchs)‏ هو مدرب كرة قدم ولاعب كرة قدم نمساوي، ولد في 6 يونيو 1972، وتوفي في 15 مارس 2011. لعب مع FC Gratkorn ‏.